# Hermann Stillemunkes
Hermann Stillemunkes (* 16. Mai 1927 in Bildstock; † 11. August 2012 in Friedrichsthal) war ein deutscher römisch-katholischer Geistlicher, Regionaldekan und Vorsitzender des Caritasverbandes für Saarbrücken und Umgebung e. V.

## Leben
Hermann Stillemunkes empfing 1953 im Trierer Dom die Priesterweihe, war als Kaplan in Trier tätig und zugleich Geistlicher Leiter der Christlichen Arbeiterjugend (CAJ) des Bezirks. 1958 folgte die Ernennung zum hauptamtlichen Diözesankaplan der CAJ. Nach fünfjähriger Tätigkeit kam er als Pfarrer in die Pfarrgemeinde St. Aloiusius in Herdorf, wo er bis 1969 im Amt und zugleich als Geistlicher Beirat der DJK im Landkreis Altenkirchen tätig war.
Im selben Jahr wurde er Regionaldekan für die Region Schaumberg-Blies und damit Vorsteher der Priesterschaft der römisch-katholischen Pfarreien des Bezirks.
Von 1976 bis 1991 war er in gleicher Funktion für den Raum Saarbrücken zuständig.
Von 1977 bis 1997 war er Leiter des Katholischen Büros in Saarbrücken und stand der Kontakt- und Verbindungsstelle der katholischen Kirche zu Politik und Gesellschaft vor. In den Jahren von 1986 bis 2004 war er als Pfarrer in der Pfarrgemeinde St. Elisabeth in Saarbrücken tätig und zugleich Präses der Kolpingfamilie Saarbrücken, später auch Landespräses.

## Öffentliche Ämter
- 1969–2004 Geistlicher Beirat der Bistumsgemeinschaft der Pfarrhaushälterinnen
- 1976–1991 Vorsitzender des Caritasverbandes für Saarbrücken und Umgebung
- Vorsitzender der saarländischen Krankenhausgesellschaft
- 1987–1996 Erster Vorsitzender des Landesmediendienstes Saarland e.V.

## Ehrungen
- 1978 Päpstlicher Ehrenprälat
- 5. Oktober 1999 Bundesverdienstkreuz I. Klasse, in der Staatskanzlei überreicht durch Ministerpräsident Peter Müller
- Ehrenvorsitzender des Landesmediendienstes Saarland e.V.